# Поморское воеводство (II Речь Посполитая)
Поморское воеводство (пол. Województwo pomorskie) — административно-территориальная единица Второй Польской Республики, образованная 12 августа 1919 года в результате восстановления Польского государства. Столица — Торунь. Главные города — Косцежина, Хелмно и Гдыня.

## История
В 1919 Польша создала административную единицу.
1 апреля 1938 года были внесены изменения в границы воеводства. Из познанского воеводства были присоединены районы Шубин, Быдгощ. Из варшавского воеводства были присоединены районы Нешава, Рыпин, Липно и Влоцлавек. После этого Быдгощ стал самым крупным городом воеводства.
Во время Второй мировой войны ведовство было оккупировано нацистской Германией и в одностороннем порядке преобразовано как Данциг-Западная Пруссия. Поляки и евреи были классифицированы немецкими властями как унтерменши и были всячески ограничены.
В 1945 году эта территория была возвращена Польше. Из её северной территории было образовано новое Гданьское воеводство, включающее территории Вольного города Данцига, прусской провинции Померания и прусской провинции Восточная Пруссия. Большая часть старого воеводства была расширена за счет аннексированных немецких территорий.

## Население
Население воеводства в 1921 году составляло 935 643 человека. Грамотность населения составила 94,8 %.
Распределение населения по национальностям:
- поляки - 81%; 757.801;
- немцы - 18,8%; 175 771.

Распределение населения по религиям:
- католики - 79,6%; 744 699
- протестанты - 19,6%; 183 678
- Другие христиане - 0,4%; 4 140
- Иудаизм - 0,3%; 2 927[1]

### Немецкое меньшинство
Согласно данным переписи населения 1921 года, немецкое меньшинство составляло 18,8% от общей численности населения (175 771 немец), а в 1931 году оно составляло 9,6% (104 992 немца).